# Fort Pulaski
Fort Pulaski ist ein Fort der Küstenverteidigung der Vereinigten Staaten. Es wird im Rahmen des Fort Pulaski National Monument als Nationalmonument erhalten. Das Fort liegt im Chatham County auf der Insel Cockspur Island im Mündungsgebiet des Savannah River, der an dieser Stelle die Grenze zwischen den Bundesstaaten Georgia und South Carolina bildet. 
Es wurde nach dem in Polen geborenen Offizier Kazimierz Pułaski benannt, der im Amerikanischen Unabhängigkeitskrieg unter George Washington gekämpft hatte. Das Fort ist seit 1924 als Gedenkstätte ausgewiesen und steht unter der Verwaltung des National Park Service. Es wurde am 15. Oktober 1966 in das National Register of Historic Places aufgenommen.

## Geschichte

### Bau
Im Zuge der erforderlichen Verteidigungsmaßnahmen mit Hinblick auf die Auswirkungen des Britisch-Amerikanischen Krieges von 1812 entschied die amerikanische Regierung unter Präsident James Madison, die wichtigsten Häfen und Küstenabschnitte des Landes durch permanente Festungswerke gegen feindliche Angriffe zu schützen. Man entschloss sich daher, an der Mündung des Savannah River ein Fort zu bauen, das die Flussmündung und den westlich davon gelegenen Hafen von Savannah abriegeln sollte.
Die Bauarbeiten begannen 1829 zunächst unter der Leitung von Major-General (Generalmajor) Babcock, der später als Aufsichtsführenden den Second Lieutenant (Leutnant) Robert E. Lee, einen Absolventen der United States Military Academy, einsetzte. Wegen des sumpfigen Untergrunds wurde das Fort auf Pfählen errichtet. Die dafür verwendeten Eichenstämme haben eine Länge von bis zu 23 Metern. Zum Bau der Anlage wurden 25 Millionen Ziegelsteine benötigt. Nach 18-jähriger Bauzeit war das Fort 1847 vollendet und hatte die für die damalige Zeit sehr große Summe von einer Million Dollar verschlungen. Noch während der Bauphase hatte man sich 1833 entschlossen, dem Fort den Namen Fort Pulaski zu geben.
Das Kernwerk hatte einen fünfeckigen Grundriss mit der Spitze nach Osten (flussabwärts) gerichtet. Das Fort ist von einem 16 Meter breiten und etwa 2,5 Meter tiefen Wassergraben umgeben. Die Wallmauern erreichen eine Höhe von etwa zehn Metern bei einer Gesamtlänge von 526 Metern. Es galt als sturmfrei.

### Sezessionskrieg
Nach der Fertigstellung wurde das Fort nicht mit Truppen belegt, sondern unterstand lediglich der Obhut von zwei Wächtern oder Hausmeistern (Caretakers), bis South Carolina 1860 die Sezession auslöste.
Nachdem sich die weitere Entwicklung abzuzeichnen begann, reklamierte der damalige Gouverneur von Georgia Joseph E. Brown die Festung für seinen Staat. Ohne autorisiert worden zu sein, setzte er ein 110 Mann starkes Kommando der Georgia National Guard von Savannah aus auf einem Dampfer in Marsch. Dieses Detachement hielt das Fort für den Staat Georgia besetzt, bis nach dem Austritt Georgias aus der Union im Februar 1861 die Nationalgarde durch reguläre Truppen der Konföderierten Armee abgelöst wurde.
Im Dezember 1861 entschied die konföderierte Armeeführung, die südlich von Cockspur Island gelegene Insel Tybee Island wegen der isolierten und schlecht zu versorgenden Lage aufzugeben. Dadurch wurde den US-Truppen unter General Quincy A. Gillmore die Möglichkeit gegeben, sich ohne große Umstände unterhalb von Fort Pulaski festzusetzen. Die Nordstaatentruppen begannen unverzüglich damit, entlang des Strandes von Tybee Island Belagerungsbatterien anzulegen.

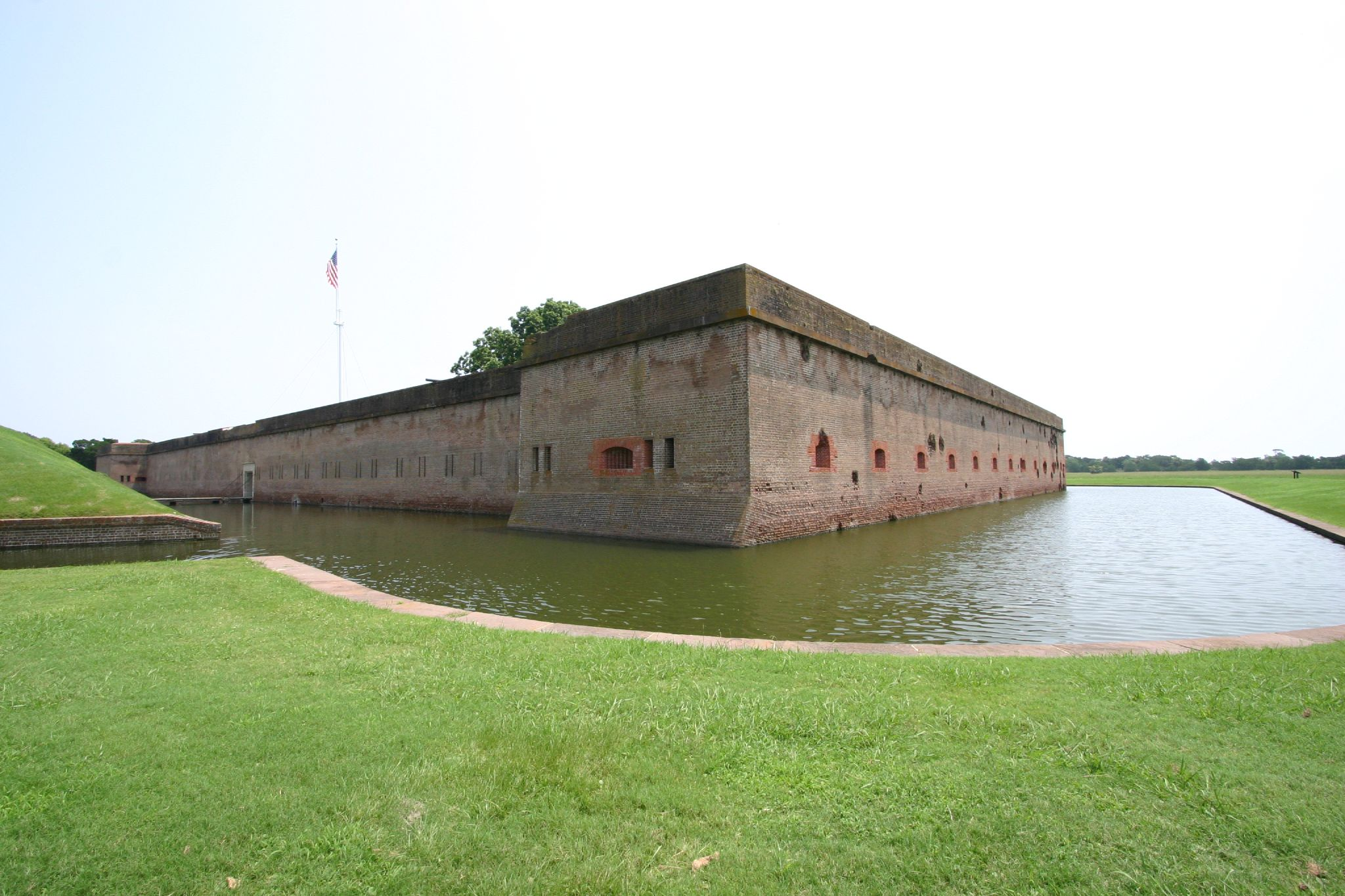
Kehle des Forts mit rechter Flanke

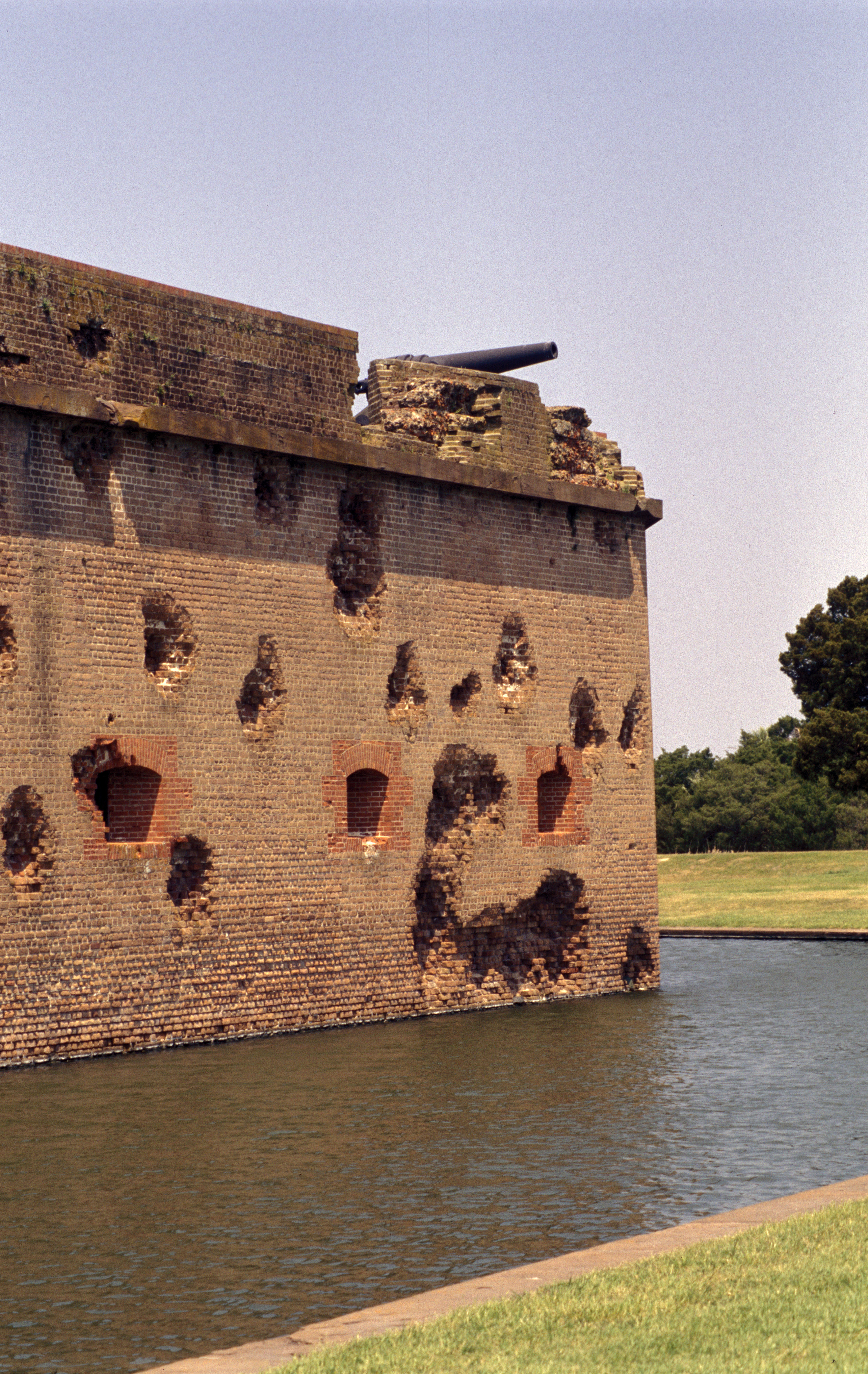
Beschädigtes Mauerwerk

### Belagerung und Umwidmung
Am 10. April 1862 forderte man das Fort, da man unnötige Menschenverluste vermeiden wolle, zur Übergabe auf. Der Fortkommandant Colonel Charles H. Olmstadt wies dieses Ansinnen mit den Worten „ich bin hier zur Verteidigung, nicht um mich zu ergeben“ („I was placed here to defend, not to surrender“) zurück. Daraufhin eröffneten die Nordstaatentruppen mit 36 Geschützen das Feuer gegen die rechte Flanke des Forts. Erstmals eingesetzt wurden auch gezogene Geschütze (James Rifled Cannon), deren höhere Rasanz eine ungleich bessere Wirkung erzielte als die bisherigen Glattrohrkanonen mit Vollkugeln. Nach einem Dauerbeschuss von 30 Stunden war in die Südwestecke des Forts eine Bresche geschlagen, wodurch das Hauptpulvermagazin im direkten Schussbereich lag. Daraufhin ließ der Kommandant die weiße Flagge hissen. Spätestens zu diesem Zeitpunkt hatte sich die Unbrauchbarkeit von aus Ziegelsteinen aufgeführten Wallmauern erwiesen.
Innerhalb von sechs Wochen nach der Einnahme hatten die Nordstaaten das Fort repariert und nutzen es für ihre eigenen Zwecke dahingehend, dass der Hafen von Savannah von Blockadebrechern nicht mehr angelaufen werden konnte, was den Südstaaten einen schweren Rückschlag brachte. Während dieser Zeit war Fort Pulaski das Ziel von geflohenen Sklaven, die auf dem Wege der Underground Railroad von dort aus in den Norden geschafft wurden.
Die zunächst aus 600 Soldaten bestehende Garnison wurde nach und nach auf 250 Mann reduziert, da eine Rückeroberung bzw. ein Angriff durch die Südstaatentruppen immer unwahrscheinlicher wurde. Gegen Ende des Krieges wandelte man das Fort in ein Kriegsgefangenenlager um.

### Nach dem Bürgerkrieg
Zunächst arrestierte man hochrangige Regierungsmitglieder der Südstaaten, so den Außenminister, den Finanzminister, den Kriegsminister und dessen Stellvertreter, drei Staatsgouverneure, einen Senator und den ersten Südstaatenkommandanten des Forts.
Zwischen 1869 und 1872 wurden Baumaßnahmen durchgeführt und die Kehle von einem Erdwerk in Form einer Flesche geschützt. Auf der Flesche errichtete man Pulvermagazine und einige Geschützemplacements für schwere Artillerie. Der Wassergraben wurde verlängert und um die Flesche herumgeführt, er ist hier allerdings nur noch etwa zehn Meter breit.
Zu Beginn des 20. Jahrhunderts begann das Bauwerk, starke Verfallserscheinungen zu zeigen. Um dem entgegenzutreten, deklarierte das US-Kriegsministerium auf Grund einer Proklamation von Präsident Calvin Coolidge die Anlage am 15. Oktober 1924 als National Monument. Am 10. August 1933 ging die Verantwortung an den National Park Service über, der mit Angehörigen des Civilian Conservation Corps unverzüglich die Sicherungsarbeiten begann.
Bei Beginn des Zweiten Weltkriegs wurde das Fort für den Publikumsverkehr geschlossen und von der US-Marine als Basis genutzt. Nach dem Ende des Krieges kam das Fort an die Nationalparkverwaltung zurück und wurde am 15. Oktober 1966 in das National Register of Historic Places aufgenommen. Fort Pulaski ist für Publikumsverkehr geöffnet.